# Правительство Майи Санду
Правительство Майи Санду управляло Республикой Молдова в период с 8 июня по 14 ноября 2019 года, после чего, было избрано правительство под руководством Иона Кику. Правительство во главе с Майей Санду пало, после высказанного вотума недоверия 12 ноября 2019 года фракциями партий ПСРМ и ДПМ.

## История
На парламентских выборах 24 февраля 2019 года был избран Парламент Республики Молдова X созыва, в который вошли Партия социалистов Республики Молдова (ПСРМ, экспонентом которой являлся президент Игорь Додон, 35 мест), Демократическая партия Молдовы (которую возглавлял Владимир Плахотнюк, 30 мест), блок ACUM (26 мест), партия «Шор» (7 мест) и три независимых депутата.. 
Поскольку новый парламент не смог сформировать новое правительство в течение 90 дней (имелись разночтения в способе отсчёта даты), президент Республики Молдова, должен был распустить парламент 7 июня, для проведения досрочных парламентских выборов.
Партия «Действие и солидарность» (PAS) (возглавляемая Майей Санду и членом блока ACUM вместе с партией Платформа «Достоинство и правда») 5 июня 2019 года решила проголосовать за Председателя Парламента Республики Молдова, предложенного ПСРМ, чтобы разблокировать парламентскую деятельность. 
На следующий день партия Платформа «Достоинство и правда» объявила о поддержке решения PAS, при условии, что Майя Санду сформирует новое правительство, а ПСРМ присоединится и проголосует за ряд мер, таких как, увольнение директора Службы информации и безопасности Республики Молдова (СИБ), директора Национального антикоррупционного центра, возвращение к системе пропорциональных выборов и создание парламентского комитета для выяснения обстоятельств событий 7 апреля 2009 года.
8 июня 2019 года 61 депутат от партии «Действие и солидарность», а также партии Платформа «Достоинство и правда» и ПСРМ — единогласно проголосовали за кандидатуру Майи Санду на пост премьер-министра Республики Молдова.
12 ноября 2019, года перед голосованием о вотуме недоверия правительству, премьер-министр Майя Санду, зачитала отчёт о проделанной правительством работе. При инициативе ПСРМ, за вотум недоверия Правительству проголосовало 63 депутата Парламента из 101. Причиной для вынесения вотума недоверия стала инициатива кабинета министров по изменению законодательства, определяющего процедуру избрания Генерального прокурора Республики Молдова.
14 ноября новым премьер-министром был избран Ион Кику; в состав его правительства из правительства Санду был назначен только Павел Войку, сменивший пост министра обороны Республики Молдова на пост министра внутренних дел Республики Молдова.

## Состав кабинета
| Должность                                                              | Имя                        | Партия       | Дата назначения | Дата освобождения |
| ---------------------------------------------------------------------- | -------------------------- | ------------ | --------------- | ----------------- |
| Премьер-министр                                                        | Майя Санду                 | ПДС          | 8 июня 2019     | 12 ноября 2019    |
| Премьер-министр                                                        | Майя Санду (и. о.)         | ПДС          | 12 ноября 2019  | 14 ноября 2019    |
| Вице-премьер-министры                                                  |                            |              |                 |                   |
| Вице-премьер-министр, Министр внутренних дел                           | Андрей Нэстасе             | ПППДП        | 8 июня 2019     | 14 ноября 2019    |
| Вице-премьер-министр по реинтеграции                                   | Василий Шова               | Беспартийный | 8 июня 2019     | 14 ноября 2019    |
| Министры                                                               |                            |              |                 |                   |
| Министр экономики и инфраструктуры                                     | Вадим Брынзан              | Беспартийный | 8 июня 2019     | 14 ноября 2019    |
| Министр финансов                                                       | Наталья Гаврилица          | ПДС          | 8 июня 2019     | 14 ноября 2019    |
| Министр юстиции                                                        | Станислав Павловский       | ПППДП        | 8 июня 2019     | 23 июня 2019      |
| Министр юстиции                                                        | Олеся Стамате              | Беспартийные | 23 июня 2019    | 14 ноября 2019    |
| Министр иностранных дел и европейской интеграции                       | Николай Попеску            | Беспартийные | 8 июня 2019     | 14 ноября 2019    |
| Министр обороны                                                        | Павел Войку                | Беспартийные | 8 июня 2019     | 14 ноября 2019    |
| Министр сельского хозяйства, регионального развития и окружающей среды | Джорджета Минку            | Беспартийные | 8 июня 2019     | 14 ноября 2019    |
| Министр образования, культуры и исследований                           | Лилиана Николаэску-Онофрей | ПДС          | 8 июня 2019     | 14 ноября 2019    |
| Министр здравоохранения, труда и социальной защиты                     | Алла Немеренко             | Беспартийная | 8 июня 2019     | 14 ноября 2019    |
| Члены правительства по должности                                       |                            |              |                 |                   |
| Башкан Гагаузии                                                        | Ирина Влах                 | Беспартийная | 8 июня 2019     | 14 ноября 2019    |